# Università degli Studi della Tuscia
L'Università degli Studi della Tuscia di Viterbo (anche abbreviato in Università della Tuscia e colloquialmente Unitus) è un’università statale italiana fondata nel 1979.
Nacque come università statale in seguito all’emanazione della Legge 3 aprile 1979 n. 122 che istituiva contemporaneamente le prime tre Università decentrate rispetto al Polo della “Sapienza”, Roma Tor Vergata, Cassino e, appunto, Viterbo.  La scelta della sede fu ampiamente motivata sia dalla precedente tradizione di cultura e di formazione oltre che, obiettivamente, da un contesto storico-monumentale degno delle più blasonate città universitarie italiane.

## Storia

### Il periodo medievale
Risalgono alla metà del XIII secolo le prime attestazioni nella città di Viterbo di studi itineranti presso i quali si insegnavano le discipline del trivio e del quadrivio. La città, infatti, brulicò sempre di monasteri e conventi (come quello domenicano di Santa Maria in Gradi, oggi sede del Rettorato dell’Università), e sebbene non sia stata mai una corte locale stabile, tuttavia, poté giovarsi nel corso della sua storia millenaria del soggiorno della più prestigiosa e universale delle corti, quella pontificia (Viterbo è infatti conosciuta ancora oggi come la Città dei Papi, in memoria del periodo in cui la città ospitò la sede pontificia) cui era demandata la fondazione o la ratifica dei vari studia. A Viterbo almeno dal 1245 faceva capo lo Studium Curiae. Il risultato fu che i nomi di spicco della cultura e della scienza europea vennero a Viterbo, permettendo così alla vita culturale di crescere ed incoraggiando i visitatori a vedere la città come un'altra “alta e potente Roma”. Nel XV secolo, poi, la nuova cultura dell’Umanesimo, promossa dai maggiori intellettuali che vi abitavano e insegnavano, favorì la nascita di personalità come Annio ed Egidio da Viterbo.

### Età moderna
La storia dell’Università a Viterbo si può far iniziare con Carlo VIII che entrò nella città il 10 dicembre 1494 mentre era diretto a Napoli e venne ricevuto dal vescovo e dal magistrato del Comune Tommaso Veltrellini quasi fosse il nuovo sovrano dello Stato. Ricevette numerose richieste tra le quali vi fu anche quella per l’«erezione di uno studio generale sull’esempio di Perugia» (uno studium sorto all’inizio del XIV secolo e probabilmente tra quelli più frequentati dai giovani viterbesi, insieme a quelli di Roma e Siena). Quello che i viterbesi non ottennero da Carlo VIII lo conseguirono tuttavia da papa Paolo III Farnese nel 1546: l’Università degli Studi «da gran tempo ambita e più volte richiesta» fu istituita, affinché i titoli accademici potessero essere conseguiti nella capitale della Provincia del Patrimonio di S. Pietro. Lo Studio generale, che ebbe come sede il Palazzo dei Priori, diede così inizio ai corsi in quell’anno, con una cerimonia che si svolse in cattedrale il 7 novembre 1546. Furono avviati i corsi di Filosofia, Logica, Istituzioni civili e Medicina. L’esperimento non durò a lungo: Alessandro Farnese, Legato del Patrimonio, ripristinò lo studium circa venti anni dopo ma anche in quella occasione, l’università di Viterbo durò solo poco tempo, funzionando, anche se con difficoltà, fino al 1581, quando il Comune ne chiese la soppressione. Dopo l’esperimento dei Gesuiti che, all’inizio del XVII secolo, istituirono a Viterbo un Collegio autorizzato al rilascio di titoli accademici di base, l’ultimo tentativo di aprire dei corsi universitari fu fatto durante la Restaurazione. Le richieste avanzate al papa dalla città di Viterbo caddero nel vuoto e non si sentì più parlare di questo argomento per molto tempo.

### Verso la statalizzazione: la Libera Università della Tuscia (1969-1979)
In tempi più recenti, il decennio che intercorre tra il 1969 e il 1979 rappresentò un periodo fondamentale per la storia dell’istituzione universitaria a Viterbo che vide la nascita della Libera Università della Tuscia, istituita per la precisa volontà di traghettare l’ateneo viterbese verso la statalizzazione.
Il decentramento universitario come soluzione alla necessità di decongestionare l’Università di Roma tramite la creazione di altri poli universitari nella Capitale e nel Lazio, costituì un tema presente già prima del 1969 all’interno dei dibattiti politici e Viterbo aveva le condizioni favorevoli per divenire centro universitario satellite. Tra i promotori e i più convinti assertori dell’istituzione di una sede universitaria a Viterbo vi era l’assessore democristiano alla Pubblica Istruzione della Provincia di Viterbo Gilberto Pietrella, grazie al quale fu messa in atto una vera e propria campagna per l’Università appoggiata dalla stampa e dall’opinione pubblica. Il primo passo fu la creazione del Consorzio per l’università (istituito con decreto prefettizio n. 15172 del 13 ottobre 1969 e a cui aderirono Provincia, Comune, Camera di Commercio, Cassa di Risparmio) che avrebbe lavorato per reperire i fondi necessari all’istituzione universitaria. Dopo numerosi avvicendamenti politici il 14 ottobre 1969 Pietrella deliberò l’istituzione della Libera Università della Tuscia e delle prime due Facoltà: Magistero ed Economia e Commercio. Tra ottobre e la fine di novembre si procedette alle iscrizioni, al reclutamento del corpo insegnante e alla scelta della sede, che, cadde sul convento dei Padri Agostiniani situato alle spalle della Chiesa della Trinità. Il 15 dicembre 1969 si svolse la Manifestazione di apertura del primo anno accademico della L.U.T. Lo stesso giorno venne inoltrata al Ministero della Pubblica Istruzione la domanda per il riconoscimento statale. Alla fine del mese di marzo del 1979 si concluse l’iter del provvedimento e il 3 aprile fu emanata la Legge n. 122 che sanciva la creazione della seconda università di Roma (Tor Vergata) e delle università statali di Cassino e Viterbo. Con questo atto, la L.U.T. veniva soppressa e nasceva l’Università degli Studi della Tuscia. Dopo la nomina nel 1984 del Commissario liquidatore, il Consorzio venne definitivamente a cessare per decreto prefettizio nel marzo 1987.

### La fondazione dell'Università degli Studi della Tuscia e il rettorato di Gian Tommaso Scarascia Mugnozza (1979-1999)
Con la legge istitutiva del 3 aprile veniva coronato lo sforzo portato avanti con convinzione per diversi anni dalle varie realtà territoriali della Tuscia per avere a Viterbo un ateneo statale. Nel luglio 1979 il ministro della Pubblica Istruzione Giovanni Spadolini nominò il Comitato Tecnico Amministrativo dell’Ateneo con il compito di predisporre lo Statuto che venne approvato soltanto il 1º luglio 1980 data che segnò la nascita della prima facoltà, Agraria. L’anno accademico 1980-81 fu aperto dall’inaugurazione del 7 luglio 1981, avvenuta nella Sala Regia del Palazzo dei Priori. Esattamente un anno dopo venne eletto rettore il prof. Gian Tommaso Scarascia Mugnozza, che diresse l’Ateneo fino all’ottobre 1999.
Scarascia Mugnozza concepiva l’Università della Tuscia come centro di diffusione nell’Alto Lazio di innovazione scientifica, tecnologica, economica, culturale, sociale. In quest’ottica, egli promosse la costituzione di un consorzio di enti locali e di organismi economici territoriali a supporto dell’Ateneo e della sua interazione con il territorio. 
La capacità di espansione e di sviluppo dell’Ateneo nel corso dei diciassette anni di rettorato Scarascia Mugnozza (1982-1999) fu poi testimoniata dalla progressiva apertura delle cinque Facoltà. Alla Facoltà di Agraria fecero seguito le Facoltà di Lingue e Letterature Straniere Moderne (a.a. 1983-84), Scienze Matematiche, Fisiche e Naturali (a.a. 1987-88), Conservazione dei Beni Culturali (a.a. 1990-91), Economia e Commercio (a.a. 1991-92), Scienze Politiche (a.a. 2002-03). Nel 1999, al compimento del ventesimo anno di vita, l’Ateneo contava 8.000 studenti: oltre il 50% continuava a provenire da fuori della provincia di Viterbo, segno della capacità di attrazione che l’Ateneo riusciva ad esercitare sia nel Lazio sia in Italia. Un dato interessante rimarcato stesso dal rettore era il rapporto ottimale docente-studente (che nel corso degli anni Ottanta variò da 1:10 a 1:18) ed era questo un fattore qualificante già allora dell’offerta formativa dell’Ateneo.

### Lo sviluppo dell'ateneo e il rettorato di Marco Mancini (1999-2013)
Dopo Gian Tommaso Scarascia Mugnozza, fondatore e costruttore dell’Università, nelle elezioni del 1999, al termine di un’accesa campagna elettorale, fu Marco Mancini a raccogliere la maggioranza dei consensi in Ateneo, il quale resterà in carica fino all’anno accademico 2012-2013, quando gli succederà Alessandro Ruggieri. L’azione programmatica del rettorato Mancini poneva particolare riguardo all'ampliamento della didattica e degli spazi ad essa necessari: la creazione di una nuova offerta formativa per l’area giuridico-politica, l’apertura di due nuove sedi a Civitavecchia e Rieti, nonché l'istituzione di centri di eccellenza. In tal senso fu avviato un progetto di recupero di alcuni edifici storici della città di Viterbo, tra cui l’ex carcere di S. Maria in Gradi in cui, nel 2002, fu trasferita la sede del rettorato precedentemente ospitato presso il convento della SS. Trinità in via S. Giovanni Decollato. Accanto all’impegno di natura edilizia venivano stipulati per la prima volta importanti accordi di collaborazione con enti pubblici locali e istituzioni, tra cui la convenzione con la Scuola Allievi Sottufficiali dell’Esercito per un corso triennale sulle Scienze Organizzative e Gestionali (SOGE), estesa successivamente alle altre componenti delle Forze Armate (Aeronautica e Marina), che avrebbe garantito all’Università della Tuscia uno sviluppo senza precedenti, ampliando in modo sensibile il numero tanto degli iscritti quanto delle risorse in entrata. Tra le collaborazioni  locali si inserì poi la presenza della Fondazione CARIVIT, soprattutto in termini di finanziamenti alla ricerca. Sul piano dello sviluppo edilizio, il trasferimento della Facoltà di Lingue e Letterature Straniere Moderne nel complesso di S. Maria in Gradi aumentò la disponibilità degli spazi nel Campus Riello in favore delle già presenti Facoltà di Agraria e Scienze. Si andava sempre più concretizzando l’idea di una crescita dell’Università attraverso i due poli complementari, umanistico e scientifico-sperimentale.
L’anniversario per i 25 anni della fondazione dell’Università della Tuscia, celebrato con una cerimonia ufficiale il 29 settembre 2005 presso il complesso di S. Maria in Gradi, alla presenza del Presidente della Camera dei Deputati On. Pier Ferdinando Casini, rappresentò l’occasione per un bilancio degli obiettivi raggiunti nel primo quarto di secolo di attività: l’Ateneo si presentava ormai con un’identità ben definita, lontana dall’iniziale idea di “alternativa” alla Sapienza di Roma, e Viterbo come un’effettiva città universitaria proiettata in un contesto nazionale ed internazionale.
Nel 2010 l’Università fu la prima ad attuare le disposizioni previste dal Decreto Legislativo Gelmini, che prevedeva il passaggio delle competenze dalle Facoltà ai Dipartimenti. In conseguenza di ciò furono istituiti quattro nuovi Dipartimenti facenti riferimento alle Facoltà di Lingue, Economia, Scienze Politiche e Beni Culturali, seguiti poi da altre tre nuove strutture dipartimentali derivanti dalla Facoltà di Agraria e Scienze. Al 31 ottobre 2011 le sei facoltà dell’Ateneo cessarono definitivamente le loro attività, trasferendo le proprie funzioni didattiche e di ricerca ai Dipartimenti neo-costituiti. All’avvio del nuovo anno accademico 2012-2013 l’Università della Tuscia si presentava con un’offerta formativa rinnovata, anche grazie all’apertura dei nuovi corsi di laurea in Ingegneria e Giurisprudenza. 

### Il rettorato di Alessandro Ruggieri (2013-2019)
In occasione dei 35 anni dell’Ateneo celebrati il 12 febbraio 2014 con una cerimonia presso l’Auditorium di S. Maria in Gradi, il nuovo rettore Alessandro Ruggieri ha ripercorso la storia dell’Ateneo ricordando l’operato dei suoi predecessori: «Una Università che è sempre stata caratterizzata da una gestione attenta ed equilibrata ma soprattutto ricca di quel sentimento di affezione e di appartenenza, proprio non solo di chi l’ha guidata, ma delle donne e degli uomini che, in larga parte, in tanti anni hanno dato un grande contributo di impegno, spesso silenzioso, alla crescita del nostro Ateneo». La giornata si è chiusa con il ricordo del rettore Gian Tommaso Scarascia Mugnozza, al quale è stata poi dedicata l’Aula Magna presso il complesso di S. Maria in Gradi.
Un anno particolarmente significativo per l’Università degli Studi della Tuscia è stato poi il 2019, che ha visto i festeggiamenti in occasione dei quarant’anni dalla sua fondazione. Per celebrare questo importante traguardo sono stati organizzati, per l’intero anno accademico, eventi e manifestazioni di natura culturale, sociale e di approfondimento. Le celebrazioni hanno avuto inizio con la partecipazione del Presidente della Repubblica Sergio Mattarella all’inaugurazione dell’anno accademico 2018-2019 e si sono concluse nel mese di ottobre con la lectio magistralis del Governatore della Banca d’Italia Ignazio Visco e la cerimonia di consegna dei diplomi di laurea presso il Teatro dell’Unione. Una tradizione inaugurata per la prima volta proprio dal rettore Ruggieri nell’anno 2018 con la cerimonia dell’8 giugno, organizzata nella cornice dell’Orto Botanico Angelo Rambelli, seguita poi da altre celebrazioni nel Teatro dell’Unione. 
Nel complesso, il rettorato Ruggieri si è svolto all’insegna di una continuità di natura programmatica rispetto all’operato dei suoi predecessori, incrementando con alcuni atti significativi le linee di sviluppo dell’Ateneo. L’azione di Ruggieri si è distinta tra le altre cose per il primo accreditamento dei corsi di studio da parte di ANVUR con un risultato “pienamente soddisfacente”, per la valutazione della qualità della ricerca (VQR 2011-2014) che ha collocato complessivamente l’Università della Tuscia tra i primi 15 atenei a livello nazionale, per l’assegnazione di un finanziamento complessivo di circa 22 milioni di euro per tre dipartimenti di eccellenza e, in tema di edilizia universitaria, per aver restituito al patrimonio immobiliare universitario la funzionalità di alcuni spazi presenti all’interno del complesso di S. Maria in Gradi da destinare alla creazione del nuovo Polo bibliotecario umanistico-sociale.
Il 2019 è stato anche l’ultimo anno da rettore per Alessandro Ruggieri. Il 3 ottobre 2019 Stefano Ubertini è stato eletto al primo turno Rettore dell’Università della Tuscia per il sessennio 2019-2025 con il 70% dei consensi.

## Struttura
A seguito della riorganizzazione universitaria in attuazione del Decreto Legislativo Gelmini del 2010, oggi le funzioni didattiche e di ricerca sono affidate non più alle facoltà ma ai dipartimenti.
L’Università della Tuscia conta oggi sette Dipartimenti:
- Dipartimento di Scienze Agrarie e Forestali (DAFNE)
- Dipartimento di Scienze Ecologiche e Biologiche (DEB)
- Dipartimento di Economia, Ingegneria, Società e Impresa (DEIM)
- Dipartimento per l’Innovazione nei sistemi biologici, agroalimentari e forestali (DIBAF)
- Dipartimento di Scienze giuridiche, sociali e pedagogiche (DIKE)
- Dipartimento di studi linguistico-letterari, storico-filosofici e giuridici (DISTU)
- Dipartimento di Scienze Umanistiche, della Comunicazione e del Turismo (DISUCOM)

### Sedi

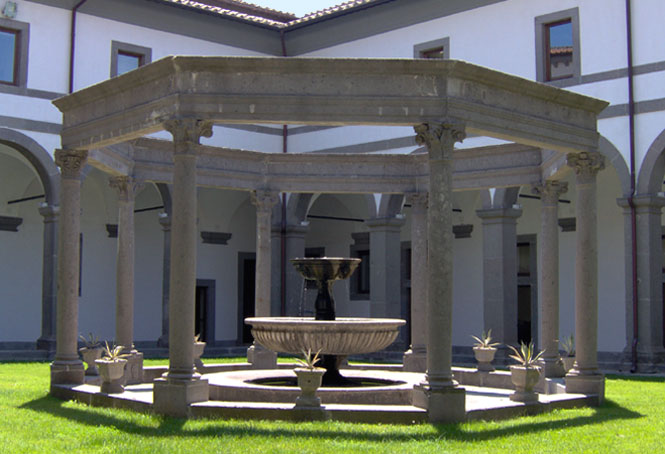
Chiostro rinascimentale presso il rettorato dell'università

Il rettorato e gli uffici amministrativi dell'ateneo si trovano nel complesso di santa Maria in Gradi, eretto nel 1244 per volere del monaco viterbese Raniero Capocci che la donò ai domenicani. Santa Maria in Gradi ospita diversi monumenti al suo interno, quali il chiostro medievale, il chiostro rinascimentale realizzato verso la fine del Quattrocento, su ordine del frate Domenico Valentini, con al centro una fontana, il portico dinnanzi la facciata della chiesa, nella quale fu incoronato papa Urbano IV e dove fu sepolto papa Clemente IV. Nel XVI secolo la chiesa fu distrutta e fatta ricostruire nel 1700 dai domenicani, i quali affidarono il lavoro a Nicolò Salvi.
Nel corso degli anni il complesso fu adibito a carcere fino al 1993 quando venne abbandonato; nel 1996 il Ministero cedette gratuitamente il complesso all'Università della Tuscia che ne curò il restauro. Dal 1996 ospitò il rettorato e gli uffici amministrativi, dal 2000 la facoltà di lingue e letterature straniere moderne.
Il dipartimento di economia, ingegneria, società e impresa, è sito in via del Paradiso (ex convento santa Maria del Paradiso). I dipartimenti di studi linguistico-letterari, storico-filosofici e giuridici e quello di scienze umanistiche, della comunicazione e del turismo hanno sede nel complesso di santa Maria in Gradi e nel complesso di via san Carlo. Il dipartimento di scienze agrarie e forestali è collocato in via san Camillo de Lellis e dispone di un distaccamento a Rieti.
Nel giugno 2025 la sede di agraria a Viterbo è stata fortemente compromessa a seguito di un incendio partito dal tetto.

## Rettori
- Gian Tommaso Scarascia Mugnozza[40] (1979-1999)
- Marco Mancini[40] (1999-2013)
- Alessandro Ruggieri[40] (2013-2019)
- Stefano Ubertini[41] (dal 2019)